# Jang Dzsongmo
Jang Dzsongmo (hangul: 양정모, handzsa: 梁正模, RR: Yang Jeong-mo; Puszan (Busan), 1953. január 22. –) dél-koreai olimpiai bajnok birkózó. Az 1976. évi nyári olimpiai játékokon aranyérmet szerzett. Az 1975-ös világbajnokságon bronzérmes, az 1978-as világbajnokságon pedig ezüstérmes volt.

## Olimpiai szereplése
| Versenyző                     | Versenyszám | 1. forduló               | 2. forduló                       | 3. forduló               | 4. forduló                     | 5. forduló        | 6. forduló                   | Döntő                                                                                   | Helyezés |
| Versenyző                     | Versenyszám | Ellenfél Eredmény        | Ellenfél Eredmény                | Ellenfél Eredmény        | Ellenfél Eredmény              | Ellenfél Eredmény | Ellenfél Eredmény            | Ellenfél Eredmény                                                                       | Helyezés |
| ----------------------------- | ----------- | ------------------------ | -------------------------------- | ------------------------ | ------------------------------ | ----------------- | ---------------------------- | --------------------------------------------------------------------------------------- | -------- |
| Jang Dzsongmo (Yang Jeong-Mo) | 62 kg       | Egon Beiler (CAN) · 18-7 | Helmut Strumpf (GDR) · kétvállas | Vehbi Akdağ (TUR) · 17-6 | Eduard Giray (FRG) · kétvállas | erőnyerő          | Gene Davis (USA) · kétvállas | 1. mérkőzés · Zeveg Ojdov (MGL) · 10-8 · Hozott eredmény · Gene Davis (USA) · kétvállas |          |